# Diaphorus vanduzeei
Diaphorus vanduzeei är en tvåvingeart som beskrevs av Robinson 1964. Diaphorus vanduzeei ingår i släktet Diaphorus och familjen styltflugor. Inga underarter finns listade i Catalogue of Life.